# Tamansari (Lelea)
Tamansari is een bestuurslaag in het regentschap Indramayu van de provincie West-Java, Indonesië. Tamansari telt 5406 inwoners (volkstelling 2010).